# 극장판 이나즈마 일레븐 초차원 드림매치
극장판 이나즈마 일레븐 초차원 드림매치(일본어: イナズマイレブン 超次元ドリームマッチ)는 2012년 공개된 일본의 애니메이션 영화이다.